# Distrikt Ollantaytambo

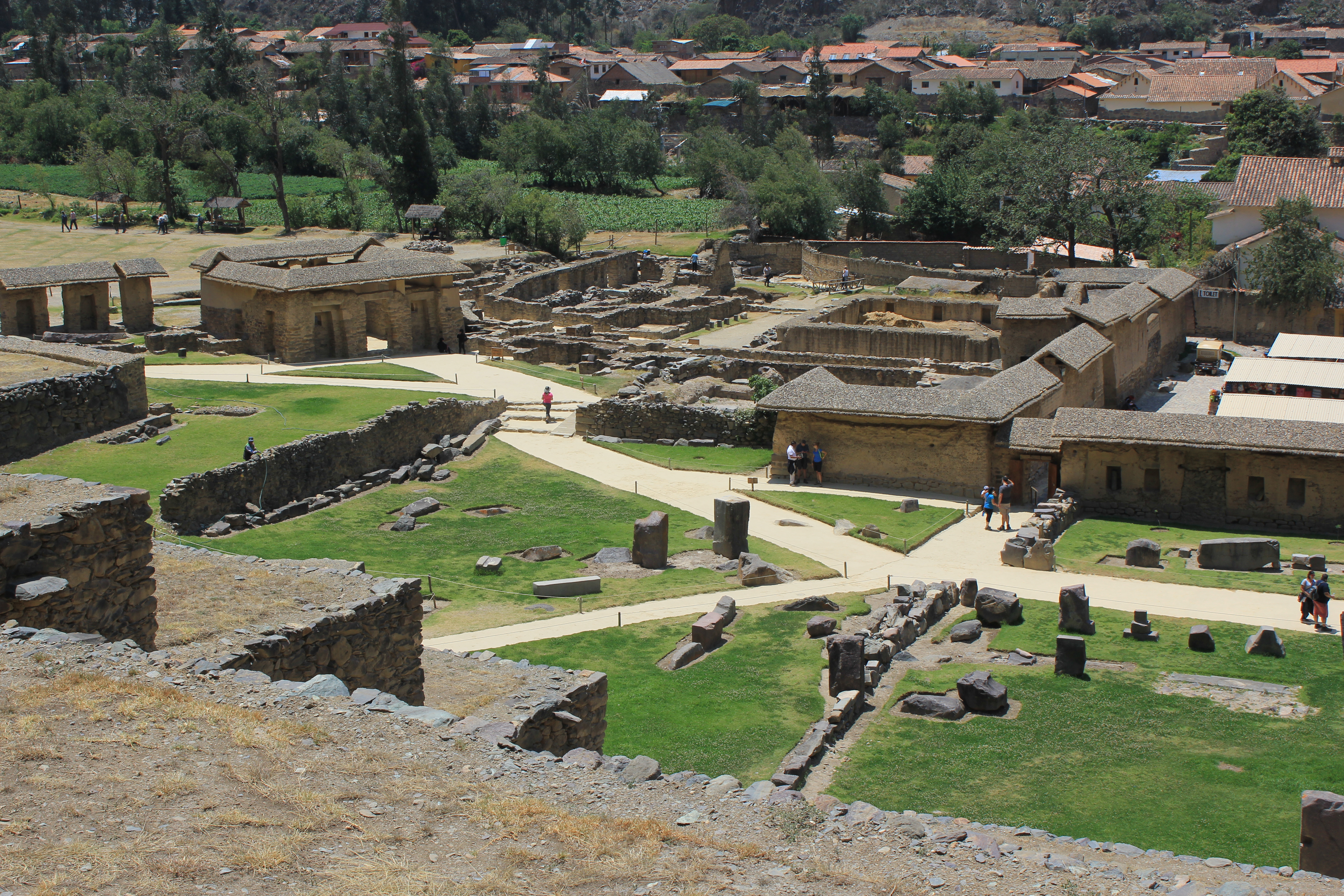
Archäologischer Fundplatz bei Ollantaytambo

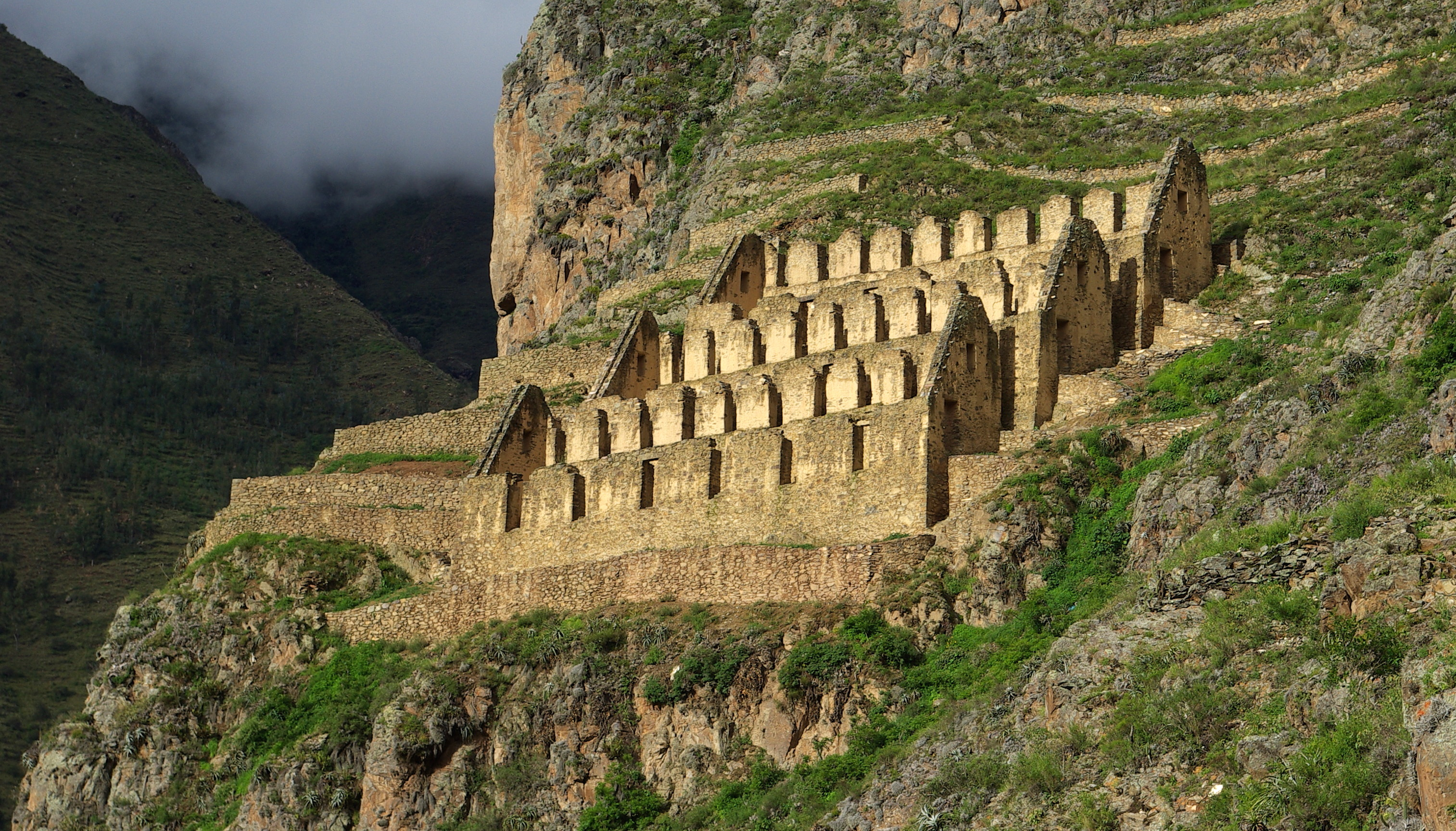
Archäologischer Fundplatz bei Ollantaytambo

Der Distrikt Ollantaytambo liegt in der Provinz Urubamba der Region Cusco in Südzentral-Peru. Der am 2. Januar 1857 gegründete Distrikt besitzt eine Fläche von 579 km². Beim Zensus 2017 lebten 11.381 Einwohner im Distrikt. Im Jahr 1993 lag die Einwohnerzahl bei 8065, im Jahr 2007 bei 9851. Die Distriktverwaltung befindet sich in der auf einer Höhe von 2848 m am Río Urubamba gelegenen Kleinstadt Ollantaytambo mit 3050 Einwohnern (Stand 2017). Ollantaytambo liegt 42 km nordwestlich der Regionshauptstadt Cusco. Bei Ollantaytambo befindet sich ein bedeutender archäologischer Fundplatz.

## Geographische Lage
Der Distrikt Ollantaytambo liegt im Südwesten in der Provinz Urubamba. Der Distrikt wird vom Río Urubamba in nordwestlicher Richtung durchflossen. Er hat eine Längsausdehnung in WSW-ONO-Richtung von knapp 50 km. Der Distrikt reicht im Südwesten bis zum 6264 m hohen Salcantay, der höchsten Erhebung der Cordillera Vilcabamba. Diese verläuft entlang der südlichen Distriktgrenze. Entlang der nördlichen Distriktgrenze verläuft die etwas niedrigere, jedoch ebenfalls vergletscherte Cordillera Urubamba.
Der Distrikt Ollantaytambo grenzt im Nordwesten an die Distrikte Machupicchu und Huayopata, im Norden an den Ocobamba (beide in der Provinz La Convención), im Nordosten an den Distrikt Lares (Provinz Calca), im Südosten an die Distrikte Urubamba und Maras sowie im Süden an die Distrikte Huarocondo und Limatambo (beide in der Provinz Anta).